# Zhang Ziyi

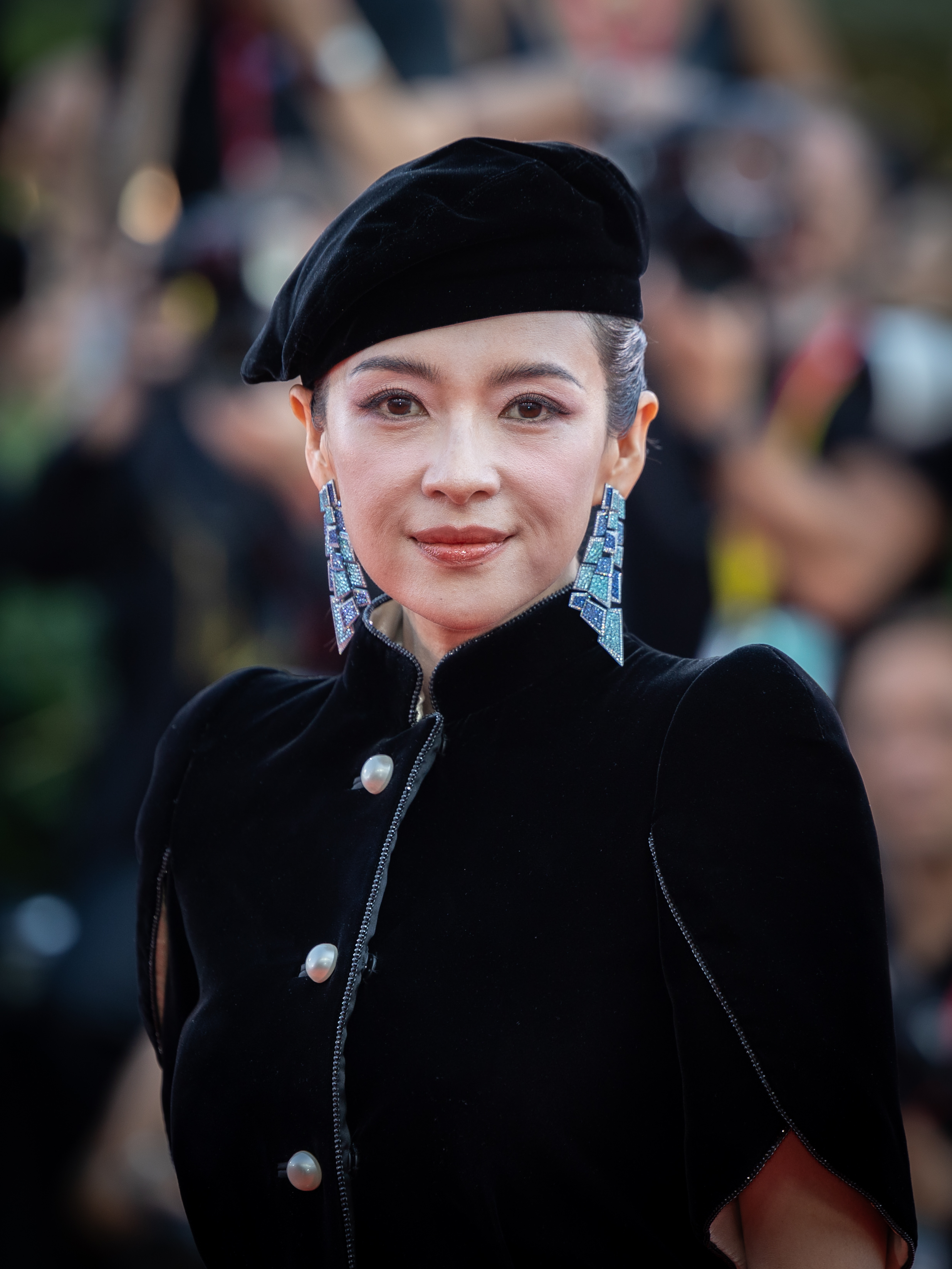
Zhang Ziyi (2024)

Zhang Ziyi (chinesisch 章子怡, Pinyin Zhāng Zǐyí, Jyutping Zoeng1 Zi2ji4; * 9. Februar 1979 in Peking, China) ist eine chinesische Filmschauspielerin. International bekannt wurde sie durch ihre Rollen in Filmen des Wuxia-Genres, darunter Tiger and Dragon (2000), Hero (2002) und House of Flying Daggers (2004), sowie durch die Titelrolle in der Literaturverfilmung Die Geisha (2005), für die sie für einen Golden Globe und den British Academy Film Award nominiert war.

## Leben
Zhang Ziyi wuchs in Peking auf. Ihr Vater arbeitete als Volkswirt, ihre Mutter als Kindergärtnerin. Im Alter von neun Jahren begann sie auf Wunsch ihrer Eltern, Tanzunterricht zu nehmen, weil sie von schwacher Gesundheit war. Mit elf Jahren besuchte sie eine Sekundarschule, die mit der Pekinger Tanzakademie verbunden ist, und wurde intensiv im Tanz ausgebildet.
Sie arbeitete seit dieser Zeit nach ihren Worten weitaus härter als die meisten Kinder und Jugendlichen. Ihr Tag begann regelmäßig um 5:00 Uhr mit Gymnastik und endete nicht vor 23:00 Uhr. An der Schule fühlte sie sich nicht wohl; dort herrschte eine extrem wettbewerbsorientierte Atmosphäre, und die Mädchen konkurrierten um Status, die Anführerschaft oder die Aufmerksamkeit der Lehrer. Mit 13 Jahren floh sie unter anderem deswegen von der Schule und musste von der Polizei zurückgebracht werden.
Obwohl Zhang Ziyi einige Tanzwettbewerbe gewann, wurde immer deutlicher, dass ihre Zukunft in diesem Fach nicht besonders vielversprechend sein würde. Deshalb wechselte sie mit 17 Jahren zur Central Academy of Drama (中央戏剧学院,  Zhōngyāng xìjù xuéyuàn) in Peking, an der sie zusammen mit Liu Ye im Jahr 2000 ihren Abschluss machte.
2015 heiratete sie den Rockmusiker Wang Feng. Gemeinsam hat das Paar eine Tochter und einen Sohn.
Im Jahr 2024 wurde sie in die Wettbewerbsjury der 81. Filmfestspiele von Venedig berufen.

## Werk
Ihr erstes Engagement als Schauspielerin erhielt Zhang Ziyi in dem chinesischen Fernsehfilm Xing xing dian deng (1996). Nachdem Regisseur Zhang Yimou die junge Schauspielerin 1998 beim Casting für einen Werbespot entdeckt hatte, gab er ihr in seinem Film Heimweg – The Road Home (1999) die Hauptrolle der Zhao Di, die mit der Tradition, dass Ehen von den Eltern verabredet werden, bricht und sich als erste Frau ihres Dorfes aus Liebe für einen Mann entscheidet.
In der chinesischen Presse wurde Zhang Ziyi bald als „kleine Gong Li“ bezeichnet, in Anspielung auf eine vermutete Beziehung zwischen Zhang Ziyi und dem doppelt so alten Regisseur Zhang Yimou, der bis 1994 eine langjährige Beziehung mit der Schauspielerin Gong Li hatte.
Der internationale Durchbruch gelang Zhang Ziyi mit dem Film Tiger and Dragon (2000), in dem sie Jen Yu spielt, die stolze, vorlaute Tochter des Gouverneurs Yu und überragende Schwertkämpferin. Kritiker lobten ihre schauspielerischen Fähigkeiten ebenso wie ihre Geschicklichkeit in den zahlreichen Kung-Fu-Kämpfen.

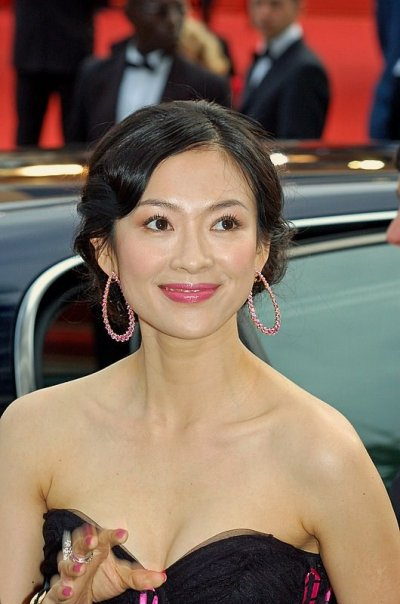
Zhang Ziyi bei den 59. Filmfestspielen von Cannes, 2006

In Rush Hour 2 (2001) spielte Zhang Ziyi an der Seite von Jackie Chan und Chris Tucker zum ersten Mal in einer Hollywood-Produktion mit. Über die Arbeitsbedingungen in der „Traumfabrik“ äußerte sie: „Hollywood-Schauspieler sind viel zu verwöhnt. Die müssten härter arbeiten. Bei den Dreharbeiten hat jeder seinen Wohnwagen und sein eigenes Essen. Man arbeitet nur 12 Stunden am Tag und hat das Wochenende zum Ausspannen. In China musst du schon mal die ganze Woche ran, und das 18 Stunden täglich.“ Zugleich betonte sie, an Geld nicht interessiert zu sein, sondern nur an guten Rollen.
In den folgenden Jahren drehte Zhang Ziyi mehrere Filme, die wie Tiger and Dragon dem Wuxia-Genre angehören. So z. B. Musa – Der Krieger (2001), Hero (2002) und House of Flying Daggers (2004). Obwohl sie gerade durch diese Filme berühmt geworden ist, gestand die Schauspielerin, dass sie Kampfsport gar nicht möge und der Dreh der Kampfszenen die reinste Qual gewesen sei. „Du trägst ein enges Korsett mit langen Drahtseilen. An denen wirst du hochgezogen und hängst mehrere Meter über dem Erdboden, bis dir übel wird.“
In Purple Butterfly (2003) ist sie in einem Drama zu sehen, das im Schanghai der 1930er Jahre angesiedelt ist. In dem koreanischen Actionstreifen My Wife Is a Gangster 2 (ebenfalls 2003) hat Zhang Ziyi am Ende des Films einen Cameo-Auftritt als Chefin eines chinesischen Gangstersyndikats.
Für ihre Darstellung in dem Film 2046 – Der ultimative Liebesfilm (2004) von Regisseur Wong Kar-Wai wurde sie 2005 als beste Hauptdarstellerin mit dem Hong Kong Film Award ausgezeichnet.
Ihre erste englischsprachige Hauptrolle spielte sie in Die Geisha (2005) an der Seite von Ken Watanabe, Gong Li und Michelle Yeoh. Für die Titelrolle der Sayuri Nitta war sie für den British Academy Film Award und einen Golden Globe nominiert. In Japan und in China war die Besetzung einer traditionell japanischen Rolle mit einer Chinesin umstritten. In ihrer Heimat war Zhang Ziyi aufgrund der starken anti-japanischen Stimmung in der Bevölkerung starken Anfeindungen ausgesetzt. In Japan wiederum war die Besetzung wichtiger Rollen in diesem Film mit chinesischen Schauspielern ebenso umstritten, jedoch eher aufgrund der Annahme, dass Ausländer keine Geisha spielen können.
2006 war sie Jury-Mitglied bei den 59. Internationalen Filmfestspielen von Cannes.
Am 17. Oktober 2012 wurde Zhang Ziyi beim 3. Annual New York Chinese Film Festival mit dem Outstanding Artist Award geehrt.
In dem Video zum Coldplay-Titel Magic (2014) spielte Zhang Ziyi die weibliche Hauptrolle.
Seit Oktober 2017 ist Zhang Ziyi eine der drei ständigen Juroren und Mentoren in der vom chinesischen Fernsehsender Zhejiang Weishi ausgestrahlten Unterhaltungssendung Yǎnyuán de dànshēng (演员的诞生 – „Die Geburt eines Darstellers“). Darin zeigen angehende oder bereits etablierte Schauspielende auf der Bühne ihr Können. Am Rande werden sie vom Publikum, einer Gruppe aus Fachleuten und den Juroren bewertet. Der Gewinner oder die Gewinnerin aus dieser Runde erhält dann die Möglichkeit, mit einem der drei Juroren einen Kurzfilm zu drehen, um dann nochmals bewertet zu werden.

## Filmografie (Auswahl)

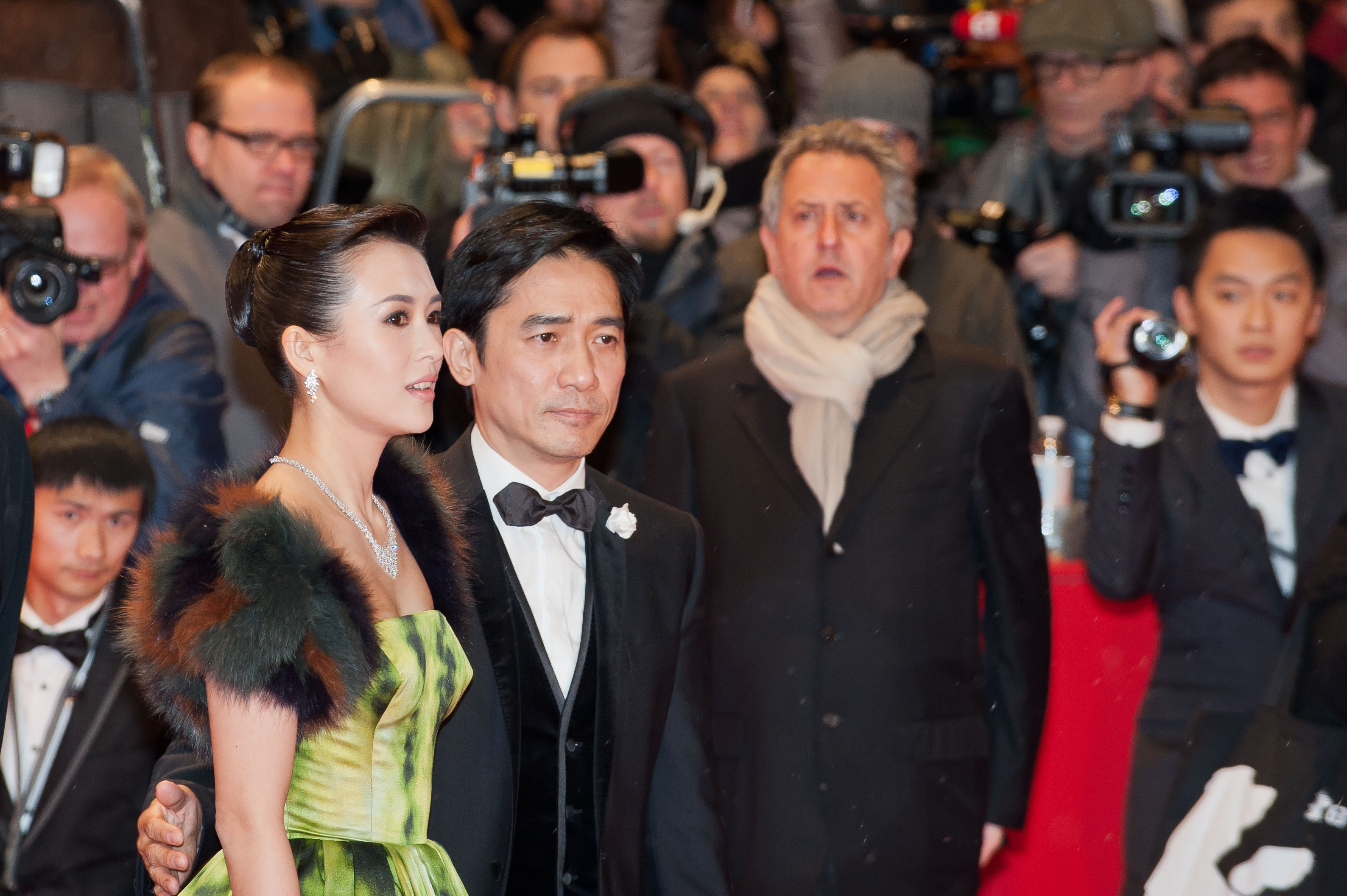
Zhang und Tony Leung bei der Premiere von The Grandmaster auf der Berlinale 2013.

### Kinoproduktion
- 1996: Xing xing dian deng
- 1999: Heimweg – The Road Home (Wǒde fùqin mǔqin)
- 2000: Tiger and Dragon (Wo hu cang long)
- 2001: Rush Hour 2
- 2001: The Legend Of Zu (Shu shan zheng zhuan)
- 2001: Musa – Der Krieger (Musa)
- 2002: Hero (Ying xiong)
- 2003: My Wife Is a Gangster 2 (Jopog manura 2: Dolaon jeonseol)
- 2003: Purple Butterfly (Zi hudie)
- 2004: House of Flying Daggers (Shi mian mai fu)
- 2004: 2046
- 2004: Jasmine Women (Mo li hua kai)
- 2005: Operetta Tanuki Goten
- 2005: Die Geisha (Memoirs of a Geisha)
- 2006: Der Ruf des Kaisers (Ye yan)
- 2007: Teenage Mutant Ninja Turtles
- 2008: Mei Lanfang
- 2009: Horsemen
- 2009: Sophie’s Revenge (Fei chang wan mei)
- 2009: The Founding of a Republic (Jian guo da ye)
- 2010: Yuet gwong bo hup
- 2011: Love for Life (Zui ai)
- 2012: Dangerous Liaisons
- 2013: The Grandmaster (Yī dài zōng shī)
- 2014: The Crossing
- 2015: The Crossing 2
- 2016: The Wasted Times
- 2018: The Cloverfield Paradox
- 2019: Godzilla II: King of the Monsters

### TV-Produktion
- 2021: The Rebel Princess (68 Folgen, 上阳赋,  Shàngyángfù)

## Trivia
- Im November 2001 spielte sie gemeinsam mit Ray Lui bei Hong Kong Millionaire mit, um Geld für den „Hong Kong Cancer Fund“ (香港癌症基金會) zu sammeln. Sie gewannen 50.000 US-Dollar.